# Blanche comme neige
Pour plus de détails, voir Fiche technique et Distribution.
Blanche comme neige est une comédie française réalisée par Anne Fontaine, sortie en 2019.

## Synopsis
Le film revisite et détourne le thème du conte des frères Grimm, Blanche-Neige. L'intrigue se passe à l'époque contemporaine. Maud (Isabelle Huppert) tente de se débarrasser de sa belle-fille Claire (Lou de Laâge). La jeune femme trouve refuge chez des hommes du village, et s'éveille aux désirs,.

## Fiche technique
- Titre original : Blanche comme neige
- Réalisation : Anne Fontaine
- Scénario : Anne Fontaine, Pascal Bonitzer et Claire Barré, d'après Blanche-Neige de Jacob et Wilhelm Grimm
- Décors : Arnaud de Moléron
- Costumes : Emmanuelle Youchnovski
- Photographie : Yves Angelo
- Montage : Annette Dutertre
- Musique : Bruno Coulais
- Producteur : Éric Altmayer, Nicolas Altmayer et Philippe Carcassonne
  - Producteur associé : Christophe Spadone
- Production : Ciné-@ et Mandarin Cinéma
  - Coproduction : Gaumont, France 3 Cinéma, Scope Pictues, Cinéfrance et Les Films du Camelia
  - SOFICA : LBPI 12, Manon 9, SG Image 2017
- Distribution : Gaumont Distribution
- Budget : 7,3 millions d'euros
- Pays d'origine :  France
- Genre : Comédie érotique
- Durée : 112 minutes
- Dates de sortie :
  - France : 10 avril 2019

## Distribution
- Lou de Laâge : Claire
- Isabelle Huppert : Maud
- Charles Berling : Bernard
- Damien Bonnard : Pierre et François
- Jonathan Cohen : Sam
- Richard Fréchette : Père Guilbaud
- Vincent Macaigne : Vincent
- Pablo Pauly : Clément
- Benoît Poelvoorde : Charles
- Aurore Broutin : Muriel
- Laurent Korcia : le violoniste
- Agata Buzek : la femme slave

## Accueil

### Accueil critique
Le film reçoit une note moyenne de 3,2/5 tirée de la presse sur Allociné.
Christophe Carrière écrit dans L'Express : « Anne Fontaine raconte une femme libérée et sans malice, aux antipodes d'une héroïne timorée et soumise en quête d'un Prince charmant. Les temps changent et c'est heureux. ». Télérama trouve le film « frais, ludique, un peu désuet ». Première en revanche est plus sévère : « résultat pas pleinement à la hauteur ».

### Box-office
| Pays ou région | Box-office     | Date d'arrêt du box-office | Nombre de semaines |
| -------------- | -------------- | -------------------------- | ------------------ |
| France         | 60 023 entrées | 29 mai 2019                | 7                  |
| Total mondial  | 217 206 $      | -                          | -                  |